# Hilaira nubigena
Hilaira nubigena es una especie de araña tejedora de sábana perteneciente al género Hilaira, de la familia Linyphiidae, orden Araneae. Fue descrita por Hull en 1911.

## Descripción
El cuerpo del macho y la hembra mide 3,00-4,00 mm de longitud.

## Distribución
Se distribuye por Gran Bretaña, Noruega, Finlandia, Suecia, Polonia, Escandinavia, Rusia (desde Europa hasta el extremo noreste) y Estados Unidos (Alaska).